# كيفن ماكان (لاعب كرة قدم)
كيفن ماكان (بالإنجليزية: Kevin McCann)‏ هو لاعب كرة قدم ومدرب كرة قدم بريطاني في مركز الدفاع، ولد في 17 ديسمبر 1980 في بلزهيل ‏ في المملكة المتحدة. لعب مع نادي دمبرتون.